# Pragal
Pragal est une ancienne paroisse civile de la municipalité d'Almada, dans la région de Lisbonne.